# Spasoje Samardžić
Spasoje Samardžić (cyr.: Cпacoje Caмapџић, ur. 20 maja 1942 w Kraljicy) – serbski piłkarz występujący na pozycji pomocnika. Trener piłkarski.

## Kariera klubowa
Samardžić karierę rozpoczynał w sezonie 1959/1960 w pierwszoligowym zespole OFK Beograd. W sezonie 1963/1964 wywalczył z nim wicemistrzostwo Jugosławii, a w sezonach 1961/1962 oraz 1965/1966 - Puchar Jugosławii. Graczem OFK był przez osiem sezonów.
Pod koniec 1966 roku Samardžić przeszedł do holenderskiego FC Twente. Po zakończeniu sezonu 1966/1967, przeniósł się do Feyenoordu. W sezonie 1967/1968 wywalczył z nim wicemistrzostwo Holandii, a w sezonie 1968/1969 mistrzostwo Holandii oraz Puchar Holandii.
W 1969 roku Samardžić odszedł do francuskiego AS Saint-Étienne. W Division 1 zadebiutował 5 sierpnia 1969 w wygranym 3:1 meczu z AC Ajaccio, w którym strzelił też gola. W sezonie 1969/1970 wraz z Saint-Étienne zdobył mistrzostwo Francji oraz Puchar Francji. W 1972 roku zakończył karierę.

## Kariera reprezentacyjna
W reprezentacji Jugosławii Samardžić zadebiutował 16 września 1962 w zremisowanym 2:2 towarzyskim meczu z NRD. 6 października 1963 w wygranym 2:0 towarzyskim pojedynku z Węgrami strzelił swojego pierwszego gola w reprezentacji. W 1964 roku został powołany do kadry na Letnie Igrzyska Olimpijskie, zakończone przez Jugosławię na ćwierćfinale. W latach 1962–1966 w drużynie narodowej rozegrał 26 spotkań i zdobył 3 bramki.